# Ганнибал Кинг
Ганнибал Тайрон Лэнхэм (англ. Hannibal Tyron Lanham, прозвище Hannibal For King — Ганнибал Кинг; род. 4 февраля 1978, Джамейка, Нью-Йорк, США) — американский атлет, турникмен, популяризатор калистеники, фитнес-тренер, видеоблогер.

## Биография
Ганнибал Кинг родился в 1978 г. в Джамейка. Когда Ганнибал был ребёнком, его отца посадили в тюрьму, а его самого воспитывала бабушка, которая хотела, чтобы Ганнибал стал проповедником. Сведения о том, чем занимался Ганнибал до обретения своей популярности, отсутствуют. В настоящее время Ганнибал занимается популяризацией здорового образа жизни, а также воспитывает трех дочерей и сына.
Как рассказал в одном из своих интервью сам Ганнибал, он начал активно заниматься спортом, чтобы вырваться из депрессивной среды гетто. Через несколько лет тренировок он стал членом воркаут-команды «Bartendaz». Однако долгое время тренировки оставались лишь хобби Ганнибала, а он сам зарабатывал на жизнь случайными заработками, получал пособие и иногда ночевал в ночлежках. Широкой публике Ганнибал стал известен 22 июня 2008 года, после публикации на Youtube случайно снятой на видео тренировки с его участием. Этот ролик очень быстро стал вирусным и собрал несколько миллионов просмотров. В настоящее время, несмотря на достаточно широкую известность в фитнес-среде, Ганнибал продолжает заниматься на обычных уличных площадках Нью-Йорка.

## Тренировки
Первоначально Ганнибал выполнял только отжимания, подтягивания и качал пресс. Однако со временем атлет нашел способы разнообразить технику упражнений. Главный акцент тренировок — выносливость, а не сила.
Ганнибал не пытается достичь какой-то конкретной цифры на весах, но старается прислушиваться к телу и оставаться в комфортном весе. Основу рациона атлета составляют простые белки, сложные углеводы и растительные жиры. Однако спортсмен не ограничивает себя в еде, но старается как можно интенсивнее работать во время тренировок. Чем больше кушаешь — тем больше работаешь, таков девиз Ганнибала.
В своих лекциях и выступлениях Ганнибал выступает за натуральный тренинг. Основной метод, который он использует в своих тренировках — это высокая интенсивность, акцентирование внимания на выносливости, а не силе. Лучшей программой для начинающих Ганнибал считает упражнение «Вокруг Света», которое состоит из максимального количества подходов, состоящих из 10 подтягиваний обратным узким хватом, 15 отжиманий на брусьях, 20 отжиманий узким хватом (бриллиантовые отжимания). Максимально 12 подходов, минимально 5.